# Pseudelaphe flavirufa
Pseudelaphe flavirufa  es una especie de serpiente que pertenece al género monotípico Pseudelaphe.
Es nativo de México, Guatemala, Belice, Honduras, y Nicaragua. Su hábitat natural se compone de bosque semicaduco tropical y bosque espinoso. También puede ocurrir en bosque secundario y degradado. Su rango altitudinal oscila entre 0 y 500 m s. n. m.. Es una serpiente terrestre y nocturna que se alimenta principalmente de pequeños roedores.

## Taxonomía
Se reconocen las siguientes subespecies:
- Pseudelaphe flavirufa flavirufa (Cope, 1867)
- Pseudelaphe flavirufa matudai (Smith, 1941)
- Pseudelaphe flavirufa pardalinus (Peters, 1869)
- Pseudelaphe flavirufa polystichus (Smith & Williams, 1966)